# D.O.B. Community
Эта статья о музыкальной группе. О галлюциногенном веществе см. ДОБ.
D.O.B. Community (где D.O.B. — аббревиатура от Department Of Bustas) — российское хип-хоп-объединение из Москвы, образованное Сергеем «Sir-J» Булавинцевым и Олегом «Ladjak» Жиляковым в 1994 году путём слияния нескольких рэп-групп.
В состав объединения входили рэп-группы Bust A.S! (Sir-J, Lee A.S., Гвоздь), D.O.B. (Sir-J, Ladjak и Лигалайз), Slingshot (Ladjak и Лигалайз), Just Da Enemy (Simona Yori, Flaming B, Earnest M.), «Рабы лампы» (Грюндик и Jeeep) и Beat Point (Мани Майк и DJ Пахан).
После трагической гибели Алексея «Грюндика» Перминова от передозировки наркотиков 12 июня 2000 года формация перестала существовать, и сформировалась в группу из четырёх участников: Sir-J, Jeeep, Мани Майк и DJ Пахан. Было выпущено три альбома. В 2001 году был выпущен дебютный альбом «100 преград преодолев». В 2007 году вышел второй альбом «Полихромный продукт», а в 2009 году — третий альбом «ТреФы-Ф-ФunkоФФ». В 2012 году группа прекратила своё существование.

## История

### Bust A.S! (1991—1995)
В 1991 году Сергей Булавинцев (Sir-J) вместе со своим другом Алексеем Смирновым (Lee A.S.) основал в Москве англоязычный рэп-коллектив Bust A.S! (сокращение от Bust All Suckaz!). Sir-J был автором стихов и исполнителем, а Lee A.S. отвечал за музыку в группе. С помощью синтезатора они сделали демо на мини-студии отца Булавинцева. В июле 1991 года на первом рэп-фестивале, организованным студией «Класс» Сергея Обухова в московском парке Горького, Сирджей познакомился с англоязычным рэп-исполнителем Джимми Джи, с которым записал совместную композицию «Dub’l stupid freshh!» на студии у MC Павлова в начале 1992 года. Первое выступление Bust A.S! (при участии Джимми Джи) состоялось на концерте французского рэпера MC Solaar в московском парке Горького 5 июня 1992 года, где группа фристайлом исполнила несколько строчек на английском языке под музыку от диджея Соляра. 21 июня 1993 года группа Bust A.S! выступила с ведущими передачи Yo! MTV Raps на фестивале «Белые ночи Санкт-Петербурга» у Петропавловской крепости. С 1992 по 1993 год на студии «MixArt» у Александра Корнышева был записан дебютный альбом 5-Year Plan (1994), который увидел свет в 2021 году благодаря лейблу RMXIDE/Undaground Recordz.
В 1994 году на той же студии «MixArt» был записан второй альбом Pregnant Wit Skillz, который был выпущен подпольной компанией Music World в 1995 году. В записи альбома принял участие рэпер «Гвоздь» (Андрей Лысенко). Pregnant Wit Skillz был переиздан на лейбле 100Pro в 2007 году, а затем выпущен на лейбле RMXIDE/Undaground Recordz в 2021 году.
В конце 1992 года участники группы Bust A.S! познакомились с рэпером Ladjak (Олег Жиляков), с которым записали на студии «MixArt» в 1993 году три трека для сборника Da Moscow Rap Flava (1994): «Da Revelation 18709» (Ladjak), «Frum Dа Bakground» (Ladjak & Sir-J) и «S/f-tion» (MД&C Pavlov при участии Ladjak & Sir-J).

### D.O.B. (1993—2004, 2022—2023)
В 1993 году Ladjak объединился с участниками Bust A.S! в новый коллектив D.O.B. (аббревиатура от Department Of Bastards, стилизованно как Department Of Bustas). Первой их песней стала «Flava Of A Big Profit», которая стала лозунгом всей их команды: эти слова были написаны на логотипе группы под скелетом, сидящем на унитазе. Затем были записаны ещё два трека — «Paleskin Sick» и «Цени This Shit» — которые прозвучали в передаче «Funny House», которую вёл Владимир «DJ Фонарь» Фонарёв на радио «Максимум» в 1994 году. Две песни вышли на сборнике «Рэп вокруг тебя» от студии «Союз» в 1994 году.
В 1995 году после распада дуэта Slingshot (Legalize & Ladjak) Legalize (Андрей Меньшиков) стал участником D.O.B. По словам Меньшикова, в то время группа D.O.B. ориентировалась на творчество американской хип-хоп-супергруппы Hit Squad.
В декабре 1996 года, вернувшись из Конго, Лигалайз предложил Сирджею записать несколько песен для группы D.O.B. на русском языке. Таким образом в 1997 году на студии «2S» были записаны четыре песни — «(Все вместе) На месте», «М. С. — Мастера Слова», «Настоящий хип-хоп» и «Громче музыку, громче микрофоны» — тексты и музыку к которым написал Лигалайз.
В 1997 году Сирджей и DJ Пахан создали трип-хоп-проект Fu-zzy Plastmatix, в рамках которого записали всего два трека, один из которых, «Поздняя осень», вышел на сборнике «Рэп мастер #3» (1998), а позднее на компиляции «Архив. Часть II» (2021).
В январе 1998 года на лейбле «Элиас Records» был выпущен дебютный альбом D.O.B. — Rushun Roolett. Альбом был записан Legalize'ом и Sir-J'ем с 1995 по 1996 год на московской студии «Интервью». Альбом является полностью англоязычным, за исключением куплета Лигалайза в треке «D.O.B.'s Takin’ Ova», а также добавленных песни и скита группы «Рабы лампы». В записи альбома приняли участие московские рэперы Ladjak, Lily и группа «Рабы лампы». Музыку для альбома создали Sir-J и Legalize при содействии Ladjak и Lee A.S. В этом альбоме впервые появилось упоминание D.O.B. Community, а среди участников объединения были упомянуты Михаил Наумов (Мани Майк) и Павел Почтарев (DJ Пахан) (участники рэп-коллектива Beat Point, с которыми Sir-J познакомился в 1995 году), а также группа Peep Word (Lipsy, JJ Red и Shaggy-D), записавшая несколько демозаписей на русском языке на музыку Сирджея.
В декабре 2000 года на лейбле RAP Recordz вышел второй альбом группы D.O.B. «Мастера Слова». Альбом представляет собой сборник песен, записанных Legalize’ом и Sir-J’ем с 1995 по 1999 год. В отличие от предыдущего альбома, этот альбом является русскоязычным. В записи альбома приняли участие московские рэп-группы Ю.Г., «Рабы лампы», «Бланж» и рэпер Джи Вилкс. Альбом был выпущен в рамках акции лейбла RAP Recordz, «Революция свершилась», вместе с альбомами групп Ю.Г. («Дёшево и сердито») и Nonamerz («Не эгоисты»). Дистрибуцией альбома занимался концерн «Видеосервис».
7 сентября 2004 года на лейбле «Интеллигентный Хулиган Productions» был выпущен третий альбом D.O.B. «Короли андеграунда». Дистрибуцией альбома занимался лейбл «Альфа Рекордз». Альбом представляет собой сборник песен, записанных Сирджеем и Лигалайзом с 1995 по 2004 год. Альбом содержит вступление от «Джипа», а также слова благодарности от группы «Ю.Г.» и рэпера Панды (Da Budz), записанные на радиопередаче «Фристайл» на «Нашем Радио». По словам Лигалайза, этот альбом посвящён десятилетию группы D.O.B., которая начала своё существование в 1994 году в оригинальном составе — Сирджей и Лигалайз. Название альбома «Короли андеграунда» адресовано «всем творцам, которые на протяжении долгих лет своим творчеством строили русский рэп, создавая почву для возникновения новых групп и течений».
26 февраля 2012 года творческое объединение UGW совместно с лейблом RAP Recordz впервые опубликовало для бесплатного цифрового скачивания на сайте лейбла альбомы D.O.B. (Rushun Roolett, «Мастера Слова», «Архив 1992—1996»), которые раньше выходили только на аудиокассетах.
В 2020 году альбом Rushun Roolett группы D.O.B. был отремастирован и впервые стал доступен на цифровых площадках с помощью лейбла «М2».
24 апреля 2022 года Лигалайз объявил о возвращении группы D.O.B. в составе Сирджей и Лигалайз. По словам рэпера, оба участника коллектива работали над новым альбомом с прошлого года, записали большую его часть и готовы представить новый материал. 26 апреля дуэт выпустил на лейбле Media Land двухпесенный цифровой макси-сингл «Бесконечно, Татуировки-шрамы», а также анонсировал новый альбом «Аборигены фанка», спродюсированный американским битмейкером Tone Beatz при участии диджея Rob Swift из The X-Ecutioners. В поддержку макси-сингла вышло lyric-видео на песню «Бесконечно». 12 августа на лейбле Media Land вышел новый сингл «Bad Motherfucker (Дикий и Плохой)» с грядущего альбома. 30 ноября Лигалайз выпустил четвёртый по счёту сингл к альбому D.O.B. — «В том дне», art-видео к которому было собрано художником Евгением Никитиным из картин, созданных при помощи нейросети по мотивам песни. 30 июня дуэт выпустил на лейбле D.O.B. music четвёртый по счёту альбом D.O.B. — «Аборигены фанка», в который вошло 18 треков. В поддержку альбома был выпущен созданный с использованием нейросетей видеоклип на трек «Мир!! Вашему!! Дому!!». По словам автора ролика Павла «Mr. Freeman» Мунтяна, эта песня адресована «тем, кто за полтора года войны не смог определиться со своими взглядами, кто надел шоры и старается ничего не видеть».
4 апреля 2024 года Лигалайз выпустил на своём YouTube-канале видеоклип D.O.B. на трек «Языкломатель» с альбома «Аборигены фанка». Клип стал последней видеоработой Sir-J’я. Сцены с его участием были сняты до вылета на концерт в Калининград 28 декабря 2023 года. Подробнее о съёмках ролика, жизни и смерти Сирджея Лигалайз рассказал в интервью Андрею Никитину для портала The Flow.

### Slingshot (1993—1995)
Летом 1993 года в клубе «Пилот» участники группы D.O.B. познакомились с рэпером Legalize (Андрей Меньшиков), которому нравилось их творчество. Спустя некоторое время Жиляков предложил Меньшикову сделать совместную песню, поскольку на тот момент в группе D.O.B. намечался распад. Так родилась песня «Getta Drink», которая была исполнена на английском языке.
В 1994 году Жиляков принял решение покинуть группу D.O.B. и создать с Лигалайзом дуэт Slingshot. Летом дуэт записал на студии «MixArt» альбом Salute From Russia. Запись одной песни стоила в районе средней месячной зарплаты того времени — 100—150 долларов. Деньги на запись альбома рэперы одолжили у отца Меньшикова с целью вернуть их после продажи нескольких копий альбома. По словам Лигалайза, они изначально исполняли песни на английском языке, поскольку им хотелось быть оригинальными в отличие от других рэп-групп.
Первые несколько песен были разосланы на найденные в американских журналах адреса музыкальных лейблов. Вскоре им прислали контракт на выпуск альбома, но долгие переписки ни к чему не привели. Дуэт Slingshot распался в 1995 году: Legalize стал участником D.O.B., а Жиляков увлёкся диджеингом и постепенно отошёл от творческой деятельности в группе.
Все исходники записей Slingshot хранились на DAT-кассетах у Жилякова, которые он случайно потерял. Однако, некоторые песни сохранились на кассетах и периодически появлялись позднее с появлением интернета. В 2012 году обнаружилась копия альбома, которую сделал MC Mix. Альбом был опубликован в 2015 году спустя 20 лет после записи.

### Just Da Enemy (1994)
В 1994 году была образована женская рэп-группа Just Da Enemy, состоящая из подруг участников D.O.B. Community: Simona Yori (Симона Маканда), Flaming B (Ольга Белостоцкая), Earnest M. (Стелла Матему). В таком составе они выступали совместно с Bad Balance с концертами Stop The Violence в трёх городах Германии и двух городах Голландии. До этой группы девушки танцевали в команде S.O.S. Dance Unit на подтанцовке у группы «MD & C Павлов» с 1991 по 1993 год. Группой Just Da Enemy было записано три песни о политике и расизме («Contrarasizm», «Contrabiz» и «Contrapolity»), на русском, английском и французском языках. Коллектив распался в конце 1994 года. Дальнейшую деятельность продолжила лишь одна из участниц, Yori, которая записывалась с D.O.B., Nonamerz, «Ю.Г.», Грюндигом и «Бланж».

### Рабы лампы (1996—2000)
В 1994 году в момент записи альбома для проекта Slingshot Лигалайз помог начать сольную карьеру своему другу Алексею «Грюндику» Перминову, написав ему куплет для будущей песни «Рабы лампы». В 1995 году Лигалайз познакомился с Максимом Гололобовым («Джип», экс-участник К.Т.Л. Ди. Л.Л.) и решил сделать дуэт из сольного проекта «Грюндика». Пригласив к себе домой обоих рэперов, Лигалайз придумал название для нового проекта — «Рабы лампы». В начале 1996 года Меньшиков вместе со своей женой, Симоной Макандой (Yori), и её сыном, Жаком Энтони, уехал в Конго, где выступал в составе группы AERO Skwadra, исполняя рэп на французском языке. По словам рэпера, пребывание в Конго перевернуло его сознание, он увидел там совсем другой подход к рэпу, который привёз в Россию. Из-за начавшейся там войны Лигалайз уехал обратно в Москву в ноябре 1996 года. В 1997 году он помог группе «Рабы лампы» записать на студии дебютный альбом «Это не больно» и выпустить его в апреле 1998 года на лейбле «Элиас Records».
12 июня 2000 года участник группы «Рабы лампы», Алексей «Грюндик» Перминов, скончался в возрасте двадцати четырёх лет от передозировки наркотиков. В 2000 году после смерти Грюндика был образован проект «Империя», в который вошли группы «Ю.Г.» и D.O.B. Community. Было записано две песни, которые спродюсировал Андрей Кит: «Посвящение» (памяти Грюндика) (при участии Стахея из группы «Тени») и «Суперлирика» (при участии Dime из Nonamerz). Оба трека вышли на сборнике «Лучший хип-хоп 2» летом 2001 года. «Посвящение» позже вышла в переиздании альбома «Это не б.» группы «Рабы лампы» 14 декабря 2001 года. Нецензурная версия «Суперлирики» вышла на сборнике «5 лет RAP Recordz» 20 июня 2002 года.
В 2020 году альбом «Это не больно» впервые был выпущен на виниле тиражом в 200 копий на лейбле ZBS Records. Издание содержит оригинальную кассетную версию, а в качестве обложки было взято оформление переиздания 2001 года.

### D.O.B. Community (1994—2012)
В 1994 году было придумано хип-хоп-объединение D.O.B. Community, состоящее из групп Slingshot (Ladjak и Лигалайз) и Bust A.S! (Sir-J, Lee A.S., Гвоздь). Позже к ним примкнула группа Just Da Enemy (Simona Yori, Flaming B, Earnest M.).
В начале 2000 года голландский студент-документалист Jean-Paul van Kouwen снял в Москве для своего диплома документальный фильм о русском хип-хопе HipHopHeroes: Underground Kings, в котором снялись группы Ю.Г., D.O.B. Community, Nonamerz и «Рабы лампы». Также в прессе сообщалось о работе над альбомом D.O.B. Community, в котором будут задействованы все участники объединения. Материал для альбома был создан, но ещё не был записан на студии. 10 апреля на лейбле RAP Recordz на аудиокассетах был выпущен сборник D.O.B. Community «Архив 1992—1996». Летом состоялось несколько выступлений D.O.B. Community (Sir-J, Jeeep, Money Mike и Симона Yori). 14 мая рэперы выступили вместе с группой «Ю.Г.» в ДК имени Горького в Электростали, 25 июня — в московском парке «Таганский» на концерте памяти Грюндика («Рабы лампы») и Купороса (K&K), 29 июля — в парке у ДК имени Горбунова на рэп-фестивале «Хип-хоп-Горбушка», а 9 сентября — на фестивале Adidas Streetball Challenge.
В начале 2001 года в составе D.O.B. Community осталось четверо: Sir-J, Jeeep, Мани Майк и DJ Пахан. Симона Yori заявила о своём уходе из объединения в феврале 2001 года в хип-хоп-передаче «Фристайл» на радио «Станция 2000», где также был зачитан текст прощальной записки Лигалайза, в которой он отрекался от себя прежнего и лишал себя права голоса в российском хип-хопе. Как позже выяснилось, он на полтора года уехал в Прагу, где познакомился с двумя рэп-исполнителями, Антоном «Молодой» Ионовым и Денисом «Danny B.» Березиным, с которыми создал совместный проект «П-13». Позже в интервью для журнала «RAPпресс» Yori сообщила о том, что записывает экспериментальный сольный альбом, концепция которого будет очень сильно завязана на атмосфере кино.
Летом 2001 года группа D.O.B. Community подписала контракт на выпуск трёх следующих альбомов с компанией «Квадро-Диск». В сентябре компания выпустила сборник, составленный из песен участников фестиваля Adidas Streetball Challenge-2001. В компиляцию вошла песня «Так сложилось» группы D.O.B. Community. В конце октября фирма «Квадро-диск» выпустила видеокассету с записью выступления группы с песней «РосХипХоп» на фестивале. В декабре компания выпустила дебютный альбом «100 преград преодолев», который был записан в период с 2000 по 2001 год на московской студии M.Y.M. Recordz. В записи альбома приняли участие все участники объединения, входившие в его состав на тот момент: Sir-J, Джип, Мани Майк, Симона, DJ Пaxaн, Гвоздь, Ladjak, Грюндиг. Музыку для альбома создал Sir-J. Презентация альбома состоялась в клубе Much Box 11 января 2002 года, где также состоялась премьера видеоклипа на песню «Мы».
18 октября 2007 года на лейбле RAP Recordz вышел второй альбом D.O.B. Community «Полихромный продукт», который был записан в период с 2002 по 2004 год. Музыку для альбома создали битмейкеры из других известных рэп-групп: Dr. N-Drey, Миша Гуманков, К.И.Т., Карандаш, Ян И. С., Krypton, Legalize, Master Spensor, DJ L.A., Al Solo, G-Child, DJ Shooroop, а также сам Sir-J. После выхода альбома группа практически не существовала.
10 декабря 2008 года группа D.O.B. Community (Sir-J, Jeep и Мани Майк) приняла участие в качестве жюри на ежегодном международном фестивале рэп-музыки Rap Music, где Sir-J ежегодно участвует в этой роли с 1997 года.
5 мая 2009 года на том же лейбле вышел совместный альбом Сирджея и Джипа под маркой D.O.B. Community «ТреФы-Ф-ФанкоФФ». Дистрибуцией альбома занимался издательский дом CD Land Records. В записи альбома приняли участие «Лиса [TZ]», «43 Градуса» и Мани Майк.
16 мая 2011 года группа выступила в московском клубе «16 тонн» на 15-летии группы Big Black Boots перед вылетом на гастроли на Дальний Восток.
В начале 2012 года группа D.O.B. Community прекратила своё существование: каждый из участников группы стал заниматься индивидуальными проектами, которые являются новыми «дочерними проектами D.O.B.».
В 2021 году лейбл RMXIDE/Undaground Recordz выпустил на компакт-дисках сборник D.O.B. Community «Архив. Часть II», на котором представлены архивные композиции участников объединения в период с 1991 по 1997 год. Позже сборник был выпущен на магнитной ленте для катушечных магнитофонов.

## Сольные проекты
Осенью 1998 года Лигалайз вместе с Владом Валовым («Шеff») создал группу «Легальный Бизне$$», а в следующем году стал одним из участников хип-хоп-объединения «Bad B. Альянс».
Осенью 1999 года Грюндик из группы «Рабы лампы» поучаствовал в брейкбит-проекте Виктора «Мутанта» Шевцова — T.Bird, в рамках которого успел записать всего один демо-трек «Плата за вход». Весной 2000 года Грюндик создал с Симоной Йёри проект «Змей и радуга», в рамках которого был записан трек «Лето», который позже был выпущен в альбоме «100 преград преодолев» группы D.O.B. Community.
10 апреля 2000 года на лейбле RAP Recordz на аудиокассетах был выпущен дебютный и единственный альбом проекта Beat Point, «Весь хип-хоп», который является результатом пятилетнего творчества группы. Фонограммы пяти из двенадцати треков были утеряны, в результате чего в альбом «Весь хип-хоп» вошло шесть оригинальных версий («Квартал», «Говорит Beat Point», «Танцы на ядерных руинах», «Человек или зверь», «Здесь твой дом» и «Хозяин дорог»), концерт Beat Point в Санкт-Петербурге, две версии «танцев» и совместная композиция 1998 года Мани Майка с Sir-J’ем — «РосХипХоп».
В 2000 году планировалась к выходу компиляция Sir-J Presents. За весну и лето было записано три песни для этого проекта: «Ностальгия» (LG и Legalize), «Непоп» (Dime, МФ, Джип, Д-Бош), а также уже известная «РосХипХоп» (Sir-J и Money Mike). В итоге проект был отложен на неопределённый срок.
С 2001 по 2003 год Джип совместно с Михаилом Гуманковым записал четыре новых трека и выпустил их от имени группы «Рабы лампы»: «Мой друг» (2001), «Жизнь такая…» (2002), «Личное» (2003), «Последнее воскресенье» (2003). По словам Джипа, Грюндик планировал в дальнейшем сделать более электронный проект, который Джип и воплотил в жизнь. Позже Джип выпустил ещё один трек «Помойка», записанный в этот период. В 2018 году в интервью для видеоблога Inside Show Джип рассказал о том, что все тексты в этих песнях были написаны им самим.
23 ноября 2004 года на лейбле «Интеллигентный Хулиган Productions» вышел сольный альбом Джипа «Здесь был я».
3 ноября 2005 года на лейбле «Монолит Рекордс» вышел сольный альбома Сирджея «Вниз по ординате».
19 февраля 2009 года на лейбле RAP Recordz вышел совместный альбом Джипа и Кита «Наше дело», где Кит представлен только в качестве битмейкера. Летом в журнале «RAPпресс» Yori сообщила о том, что готовит к выходу альбом «Женская математика» проекта Just Da Enemy. Это сольный альбом Симоны, в котором она поёт и читает рэп на русском, французском, а также на своём языке «Баату». На одном из сайтов был выложен треклист и обложка, но сам альбом так и не вышел.
В 2010 году был создан проект «Ярость Inc.», в состав которого вошли Лигалайз, Джип и Макс Ломак (экс-FMWL). Джип и Ломак были авторами текстов, а Лигалайз отвечал только за музыку. Альбом «Бочка дёгтя» был выпущен на компакт-дисках фирмой грамзаписи «Никитин» 3 ноября 2012 года. Вышли видеоклипы на песни «Тан-Цзы», «Ярость», «Война» и «Три плоскости».
3 февраля 2011 года состоялся интернет-релиз сольного альбома Мани Майка «Простыми словами», который содержит 14 треков, записанных при участии Sir-J, Nebbercracker, «Золотое Дно», «Белый Парень», «7 западных ветров» и «Лица».
В начале 2011 года Sir-J вместе с рэпером Nebbercracker создал проект RAPtila Camaradaz. Вышло три сингла на музыку Сирджея — «Качество или объём», «Око» и «Ты просто YO!». 18 марта 2013 года лейбл Hip-Hop Place выпустил на компакт-дисках альбом «Разрушители мифов» проекта RAPtila Camaradaz, в записи которого приняли участие Винт и Jeeep.
В 2017 году Sir-J основал проект Cre8ive, в который помимо него вошли рэперы Leonoff (Александр Леонов) и Pum (Пётр Поляков). В сентябре вышел первый сингл группы «По чём Москва!?», а в конце года группа выступила с песней «Мы поймали белку» на фестивале Rap Music. В 2018 году группа выступила с песней «По чём Москва!?» на презентации альбома Шеffа Gangsta Jazz.
В 2024 году лейбл Undaground Recordz переиздал на компакт-дисках сольный альбом Мани Майка «Простыми словами» (2011). Помимо основных 14 треков на релиз было добавлено 5 бонус-треков и одно концертное видео.

## Критика
В 2000 году белорусская «Музыкальная газета» дала положительную оценку сборнику «Архив 1992—1996», где «каждая композиция пропитана историей».
В 2002 году белорусская «Музыкальная газета» назвала дебютный альбом «100 преград преодолев» «убеждённым андерграундом».
В 2007 году редактор портала Rap.ru, Руслан Муннибаев, рецензируя альбом «Полихромный продукт», отметил, что группа D.O.B. Community «никогда не была в моде».

### Ретроспектива
В 2004 году портал Rap.ru назвал участников группы D.O.B. «корифеями отечественного хип-хопа, заставившими многих по-новому взглянуть на подход к рэпу». В 2005 году редактор портала Rap.ru, Руслан Муннибаев, отметил наличие у Ladjak’а «неспешной читки, отправляющей куда-то в House of Pain’вые времена», а Симону сравнил с Лорин Хилл, которая «читала и пела с одинаковой лёгкостью и изящностью». В 2007 году российское издание журнала Billboard назвало D.O.B. Community «знаковой формацией», а группы D.O.B. и «Рабы лампы» отнесло к числу «королей андеграунда Москвы». В том же году портал Rap.ru указал участников группы D.O.B. Community «легендарными», а спустя два года журнал «RAPпресс» упомянул группу как «культовую». В 2015 году портал The Flow назвал D.O.B. Community «знаковым хип-хоп-объединением 90-х», а группу «Рабы лампы» — «новой рэп-поэзией».

### Рейтинги
В 2007 году главный редактор портала Rap.ru, Андрей Никитин, поместил в список главных альбомов русского рэпа три альбома группы D.O.B. — Rushun Roolett, «Мастера Слова» и «Короли андеграунда» — а также альбом Pregnant Wit Skillz группы Bust A.S! и «Это не больно» группы «Рабы лампы».
В 2015 году российский портал The Flow в рамках проекта «Beats&Vibes: 50 главных событий в русском рэпе» поместил группы D.O.B. и «Рабы лампы» в список «Московский рэп 90-х», а группу Just Da Enemy в список «Женский рэп».
В 2015 году песня «Livin' In Style (Stolen Loop Mix)» (1996) объединения D.O.B. Community (Lily, Ladjak, Михей, Legalize, Джип, Топор, Sir-J) попала в список «5 лонгмиксов русского рэпа, которые надо знать» портала Rap.ru.

## Дискография
Студийные альбомы
- 2001 — 100 преград преодолев
- 2007 — Полихромный продукт
- 2009 — ТреФы-Ф-ФunkоФФ

Компиляции
- 2000 — Архив 1992—1996
- 2021 — Архив. Часть II

Альбомы участников объединения
- 1994 — Bust A.S! — 5-Year Plan (издано в 2021 году)
- 1994 — Slingshot — Salute From Russia (издано в 2015 году)
- 1995 — Bust A.S! — Pregnant Wit Skillz (переиздано в 2007 и 2021 году)
- 1998 — D.O.B. — Rushun Roolett (переиздано в 2000 и 2020 году)
- 1998 — Рабы лампы — «Это не больно» (переиздано в 2001, 2003 и 2020 году)
- 2000 — D.O.B. — «Мастера Слова»
- 2004 — D.O.B. — «Короли андеграунда»
- 2004 — Jeeep — «Здесь был я» (переиздано в 2005 году)
- 2005 — Sir-J — «Вниз по ординате»
- 2009 — Jeeep & Кит — «Наше дело»
- 2009 — Sir-J prezents «Взгляд из подвала ч.1: Хип-хоп рекруты» (2004—2005)
- 2010 — Jeeep & F.M.W.L — X
- 2011 — Мани Майк — «Простыми словами» (переиздано в 2024 году)
- 2012 — Ярость Inc — «Бочка дёгтя»
- 2013 — RAPtila Camaradaz — «Разрушители мифов»
- 2023 — D.O.B. — «Аборигены фанка»

Чарты и ротации
В начале 1999 года композиция «Человек или зверь» группы Beat Point была в ротации радио «Станция 106,8 FM».
С августа 1999 по май 2001 года песни группы D.O.B. звучали в программе «Freestyle» на радио «Станция 2000».
С 2003 по 2004 год в хип-хоп-передаче «Фристайл» на «Нашем Радио» прозвучали песни «Так уж сложилось», «Время» и «Троешники» группы D.O.B. Community; «Суперлирика» проекта «Империя»; «Тёмная лошадка» Sir-J’я; «Мастера слова», «Ветераны» и «Ностальгия» группы D.O.B.; «TV Shit» и «ПККЖС» группы «Рабы лампы», а также песня «Каждый о своём» группы «Мало Не Покажется» при участии Грюндика.
По данным интернет-проекта Moskva.FM, песни «Уличные рэперы» и «Раз-слушай дикцию» группы D.O.B. были в ротации российской радиостанции «Радио NEXT» в 2008 году. Песни «Мы» и «Классика» также были в ротации на радио «ЮFM» в 2009 году.

## Фильмография
Документальные фильмы
- 2000 — Документальный фильм HipHopHeroes: Underground Kings

Видеоклипы
- 2001 — «Мы» (режиссёр и оператор: Симона)[129]